# Scolopendra arthrorhabdoides
Scolopendra arthrorhabdoides är en mångfotingart som beskrevs av Ribaut 1912. Scolopendra arthrorhabdoides ingår i släktet Scolopendra och familjen Scolopendridae.
Artens utbredningsområde är Colombia. Inga underarter finns listade i Catalogue of Life.